# 国道44号

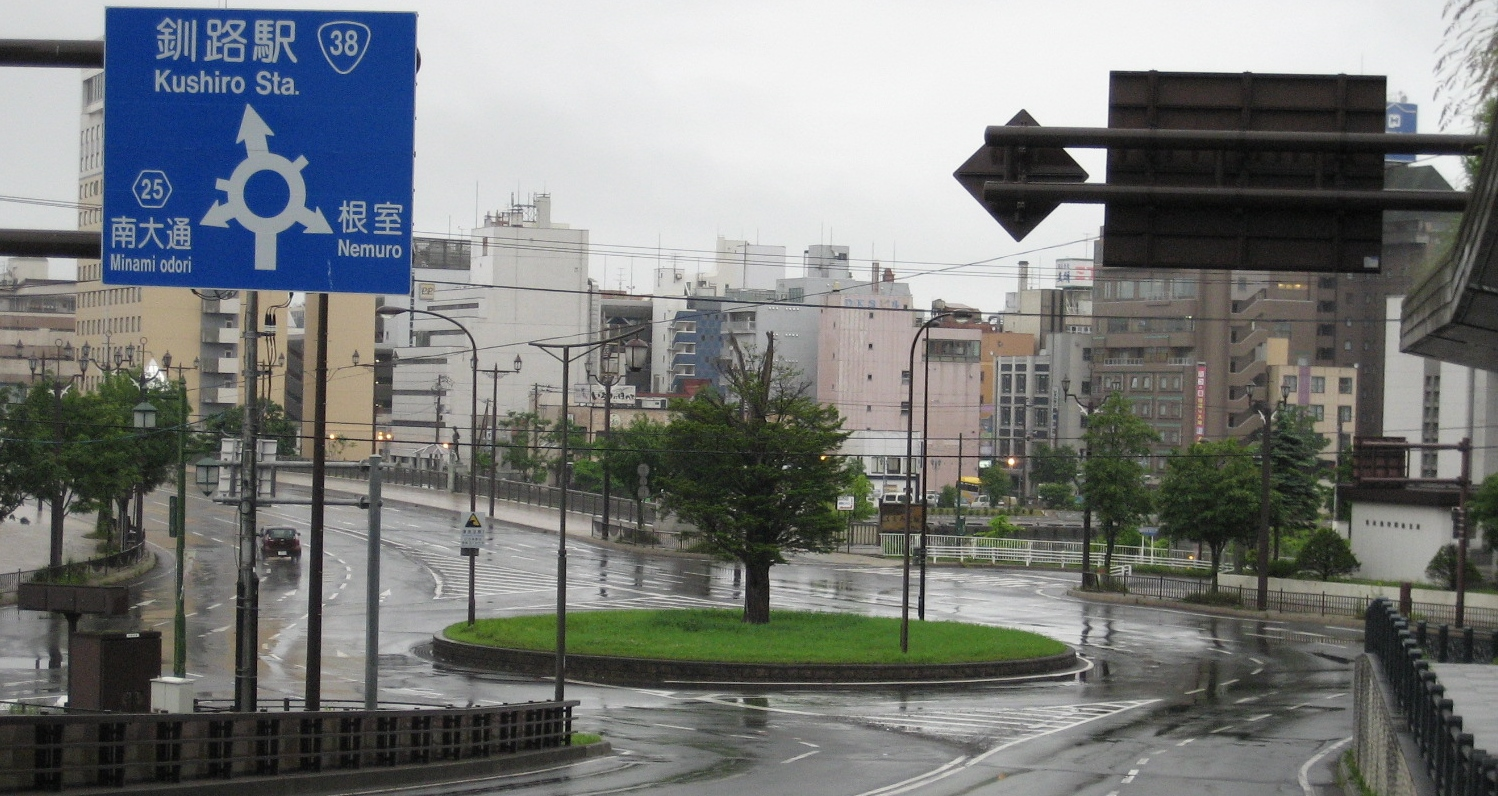
起点の様子

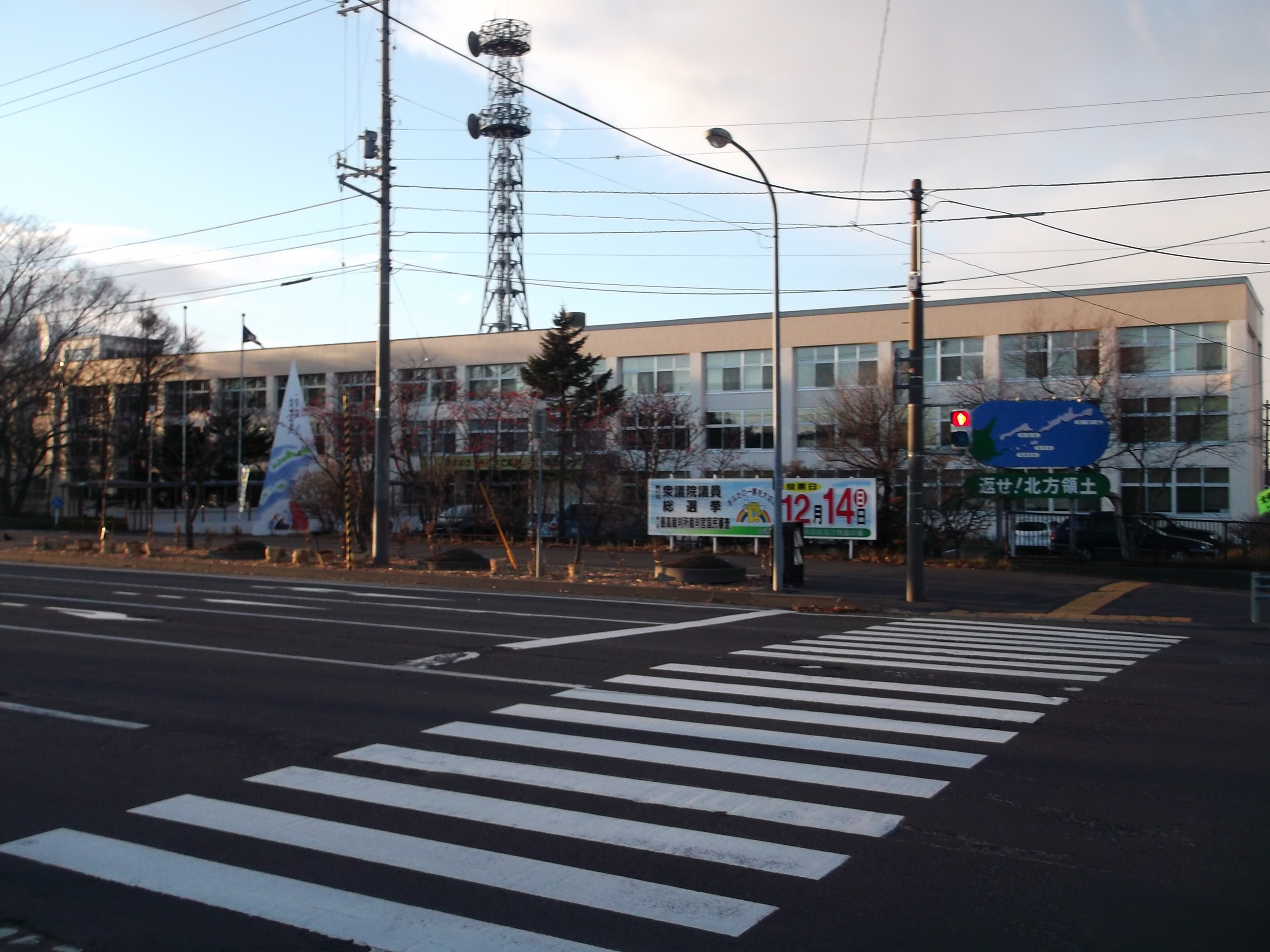
終点の様子

国道44号（こくどう44ごう）は、北海道釧路市から根室市に至る一般国道である。

## 概要
「根釧国道」とも呼ばれ、日本国内の国道として最東端に位置する。
道東の太平洋岸に位置する釧路総合振興局南部の都市である釧路市の国道38号の終点でもある幣舞（ぬさまい）ロータリーから、北海道最東端に位置する根室市内の根室振興局前の幸町1丁目交差点とを結ぶ延長約124 kmの主要幹線道路で、一般国道のなかで最も東にある路線でもある。主な通過地は、釧路郡釧路町、厚岸郡厚岸町、浜中町、根室市厚床である。経路はJR北海道根室本線と概ね平行するルートであり、道東の太平洋岸に近い位置を走り、別名を根釧道路ともよばれる。起点・幣舞ロータリーから幣舞橋を渡り、北大通5・北大通6交差点までの釧路市街地内の区間は国道38号と重用し、北大通5・北大通6交差点の国道38号分岐より東へ向かう道路が、国道44号の単独区間の始まりで、根室の終点まで続く。
全線にわたりエゾシカが多数生息する地域を経由しており、2019年度（平成31/令和元年度）には車両とエゾシカの衝突事故が208件発生している。これは北海道全体で発生した車両とエゾシカの衝突事故の約1割を占める数字である。

### 路線データ
一般国道の路線を指定する政令に基づく起終点および重要な経過地は次のとおり。
- 起点：釧路市（大町1丁目9番1、幣舞ロータリー = 国道38号・北海道道25号釧路港線終点、国道272号・国道391号起点）
- 終点：根室市（弥栄町1丁目交点（根室支庁庁舎前） = 北海道道35号根室半島線・北海道道310号花咲港線・北海道道313号根室港線終点）
- 重要な経過地：北海道釧路郡釧路町、 厚岸郡厚岸町
- 総延長 : 137.7 km（重用延長を含む。）[4][注釈 2]
- 重用延長 : 0.5 km[4][注釈 2]
- 未供用延長 : なし[4][注釈 2]
- 実延長 : 137.1 km[4][注釈 2]
  - 現道 : 124.1 km[4][注釈 2]
  - 旧道 : なし[4][注釈 2]
  - 新道 : 13.0 km[4][注釈 2]
- 指定区間：全線

## 歴史
釧路と根室とを結ぶ国道は、1885年（明治18年）の内務省告示第6号「國道表」に国道43号「東京より根室県に達する路線」の一部として表れる。この路線は、室蘭まで現5号・36号の前身となる国道42号と重複し、室蘭から北海道の南側の海岸沿いに進むもの（現235号、336号、38号、44号）であった。当時の国道は東京と各地の開港場・府県庁を結ぶものであり、道東を管轄していた根室県の県庁所在地である根室までの路線も国道として指定されたものである。

### 年表
- 1886年（明治19年）1月 - 札幌に北海道庁が設置されて根室県は廃止された。それにより、国道43号は府県庁に至る路線ではなくなったが、このときは廃止も路線変更もされなかった。
- 1907年（明治40年）5月13日 - 国道43号のルートが変更され、室蘭から旭川の第七師団に至る路線となった。室蘭 - 根室間は国道から降格され、道東に至る国道はなくなった。（改正後の國道表）

この区間が再び国道になるのは第二次大戦後のことである。
- 1953年（昭和28年）5月18日 - 新道路法に基づく路線指定で、二級国道242号釧路根室線（北海道釧路市 - 北海道根室郡根室町（現 根室市））として指定された。
- 1963年（昭和38年）4月1日 - 一級国道に昇格して一級国道44号となった。なお、242号は網走市 - 帯広市間の路線に変更されている。
- 1965年（昭和40年）4月1日 - 道路法改正によって一級・二級の別がなくなり一般国道44号となった。
- 1971年（昭和46年）10月10日 - 釧路市 - 根室市間の全線の舗装が完了[5]。

## 路線状況

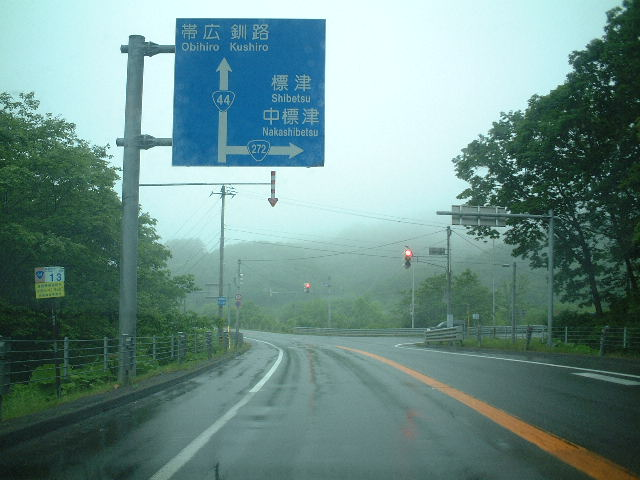
国道44号（釧路町別保）

### 別名
- 根釧国道
- 釧路環状通（釧路市内）
- 釧路旭バイパス（釧路市内）

### バイパス
- 旭バイパス
- 釧路外環状道路
- 別保尾幌道路（事業中）
- 尾幌糸魚沢道路（事業中）
- 根室道路

### 重複区間
- 国道38号（釧路市大町1丁目・幣舞（ぬさまい）ロータリー（起点） - 釧路市北大通5丁目・北大通5丁目交点）
- 国道391号（釧路市大町1丁目・幣舞ロータリー（起点） - 釧路郡釧路町中央）
- 国道272号（釧路市大町1丁目・幣舞ロータリー（起点） - 釧路郡釧路町別保）

### 道路施設

#### 主な橋梁

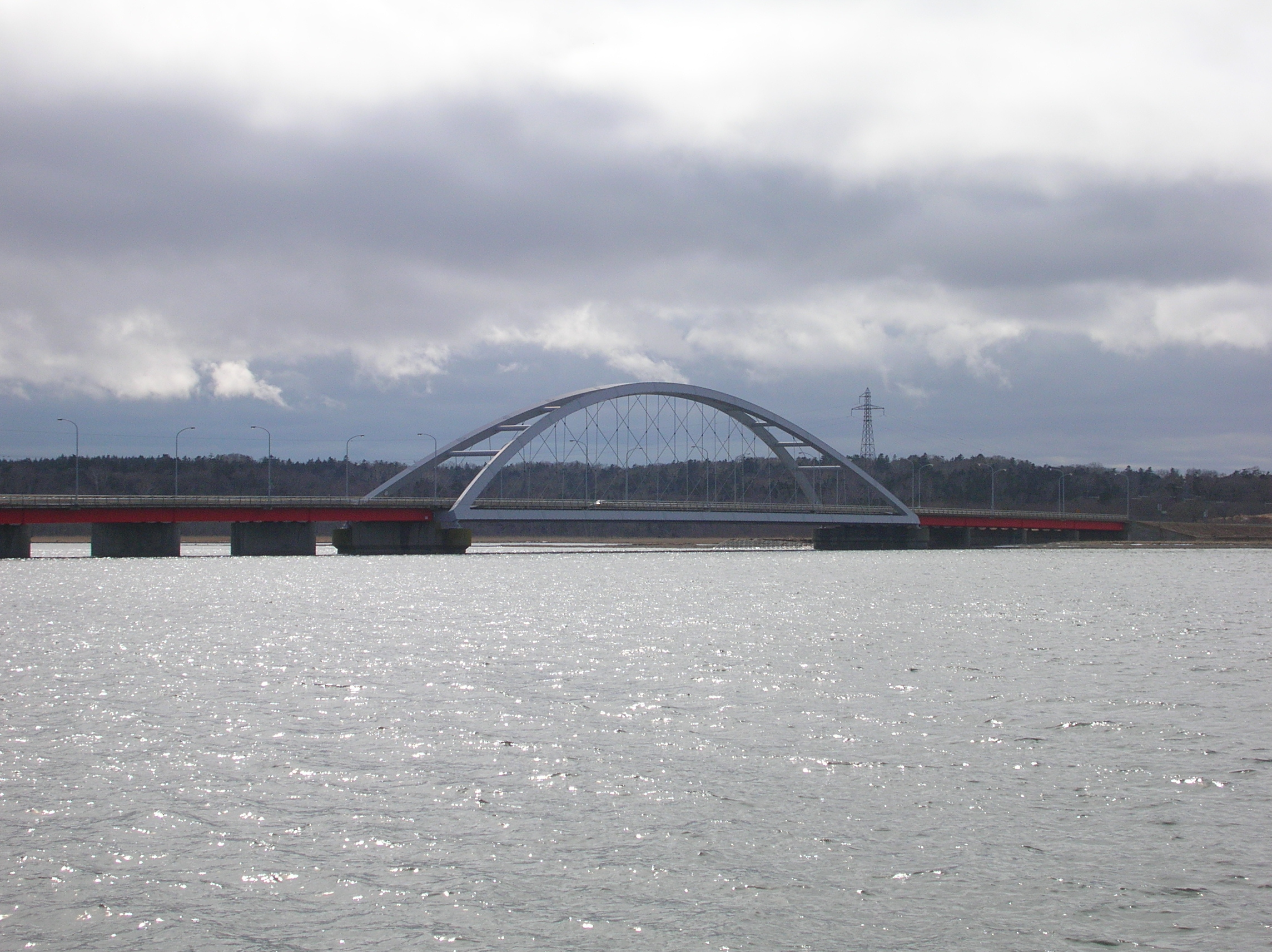
温根沼大橋（2009年3月）

- 幣舞橋（釧路川、釧路市）※国道38号と重複
- 温根沼大橋（温根沼、根室市）

#### 道の駅
- 釧路総合振興局
  - 厚岸グルメパーク（厚岸郡厚岸町）
- 根室振興局
  - スワン44ねむろ（根室市）

## 地理
国道最東端の地は根室市街地の中心部にあり、日本本土最東端の地で知られる納沙布岬からも直線距離で約12 kmと近く、東経145度35分の位置にある。

### 通過する自治体
- 北海道
  - 釧路総合振興局
    - 釧路市 - 釧路郡釧路町 - 厚岸郡厚岸町 - 厚岸郡浜中町

  - 根室振興局
    - 根室市

### 交差する道路
釧路総合振興局
釧路市
- 北海道道25号釧路港線・北海道道53号釧路鶴居弟子屈線 : 大町1丁目（幣舞（ぬさまい）ロータリー起点）

（国道38号との重複区間は省略）
- 国道38号・北海道道24号釧路停車場線 : 北大通6丁目（北大通5丁目・北大通6丁目交点）
- 北海道道53号釧路鶴居弟子屈線 : 旭町（旭町30交点）
- 北海道道113号釧路環状線 : 入江町（入江町13交点）

釧路郡釧路町
- 国道391号 : 中央1丁目（中央1交点）→  釧路外環状道路釧路東IC
- 北海道道1003号遠野別保線 : 別保東1丁目
- 国道272号 : 別保（別保原野交点）→  釧路外環状道路釧路別保IC
- 北海道道1128号厚岸昆布森線 : 昆布森村深山（深山交差点）

厚岸郡厚岸町
- 北海道道221号塘路厚岸線 : 尾幌
- 北海道道142号根室浜中釧路線 : 尾幌
- 北海道道14号厚岸標茶線・北海道道425号厚岸停車場線 : 白浜町
- 北海道道123号別海厚岸線 : 住の江

厚岸郡浜中町
- 北海道道506号茶内停車場線・北海道道807号円朱別原野茶内線 : 茶内
- 北海道道123号別海厚岸線 : 浜中基線
- 北海道道123号別海厚岸線 : 浜中基線
- 北海道道988号貰人姉別原野線 : 姉別

根室振興局
根室市
- 国道243号 : 厚床1丁目（厚床2丁目交点）
- 北海道道1127号初田牛厚床線 : 厚床1丁目
- 北海道道953号別当賀酪陽線 : 酪陽
- 根室道路温根沼IC : 温根沼
- 北海道道780号花咲港温根沼線 : 温根沼
- 根室道路根室IC : 穂香
- 北海道道35号根室半島線・北海道道142号根室浜中釧路線 : 松本町4丁目（敷島町2丁目交点）
- 北海道道312号根室停車場線 : 大正町1丁目（光和町1丁目交点）
- 北海道道35号根室半島線・北海道道310号花咲港線・北海道道313号根室港線 : 常盤町3丁目（弥栄町1丁目、終点）

### 沿線
- 釧路フィッシャーマンズワーフMOO（釧路市錦町）
- イオン釧路店（釧路郡釧路町）
- JR北海道花咲線（釧路市 - 根室市）
- 釧路町役場（釧路町別保）
- 根室市立厚床小学校（根室市厚床）
- 根室市立厚床中学校（根室市厚床）
- 風連湖（根室市）
- 温根沼（根室市）
- 根室市役所（根室市）